# Județul Bălți (Republica Moldova)
Județul Bălți a fost o unitate administrativ-teritorială a Republicii Moldova, care a existat din 1998 până la revenirea la raioane în 2003. Se învecina cu România și cu fostele județe Edineț, Soroca, Orhei și Ungheni. Centrul județean era la Bălți. Județul Bălți ocupa 13,6% din teritoriul republicii, iar populația alcătuia 13,9% din numărul total al populației țării în 2001.

## Istoric
La 25 km sud-est de orașul Bălți, pe râul Soloneț este situată vechea localitate românească Drăgănești. Satul a fost atestat documentar la 1475 ca fiind proprietate a vistiernicului de Suceava, Nicolae Drăgan. Pe moșia Drăgăneștilor au apărut ulterior mai multe sate, printre care: Rădoaia, Izvoare (Drăgăneștii-Noi), Sacarovka, Nikolaevka, Kirilovka, Valea-Rădoii, Valea-Norocului (Glückstal, colonie germană) ș.a.

Datorită rezistenței opuse de săteni regimului comunist, biserica cu hramul Sf. Nicolae nu și-a închis ușile nici în timpul prigoanei antibisericești.

În sat de asemenea s-a păstrat, chiar și în timpul U.R.S.S., tradiția târgului la Podul cel Mare la care vin țăranii din întreaga regiune.

## Populație
Conform unor estimări, în 1998 pe teritoriul județului Bălți locuiau aproximativ 503,7 mii persoane. Ponderea populației urbane era de 44,3%, iar cea rurală – 55,7%. Populația aptă de muncă constituia circa 262, 7 mii persoane. Dar numai 60% din populața județului era încadrată în economia locală. Din numărul total de locuitori ai județului Bălți, 30,8% locuiau în m. Bălți și 69,2% - în raioane.
În județul Bălți se aflau 244 de localități, dintre care șapte orașe:
- Bălți
- Biruința
- Costești
- Fălești
- Glodeni
- Rîșcani
- Sângerei

## Economie

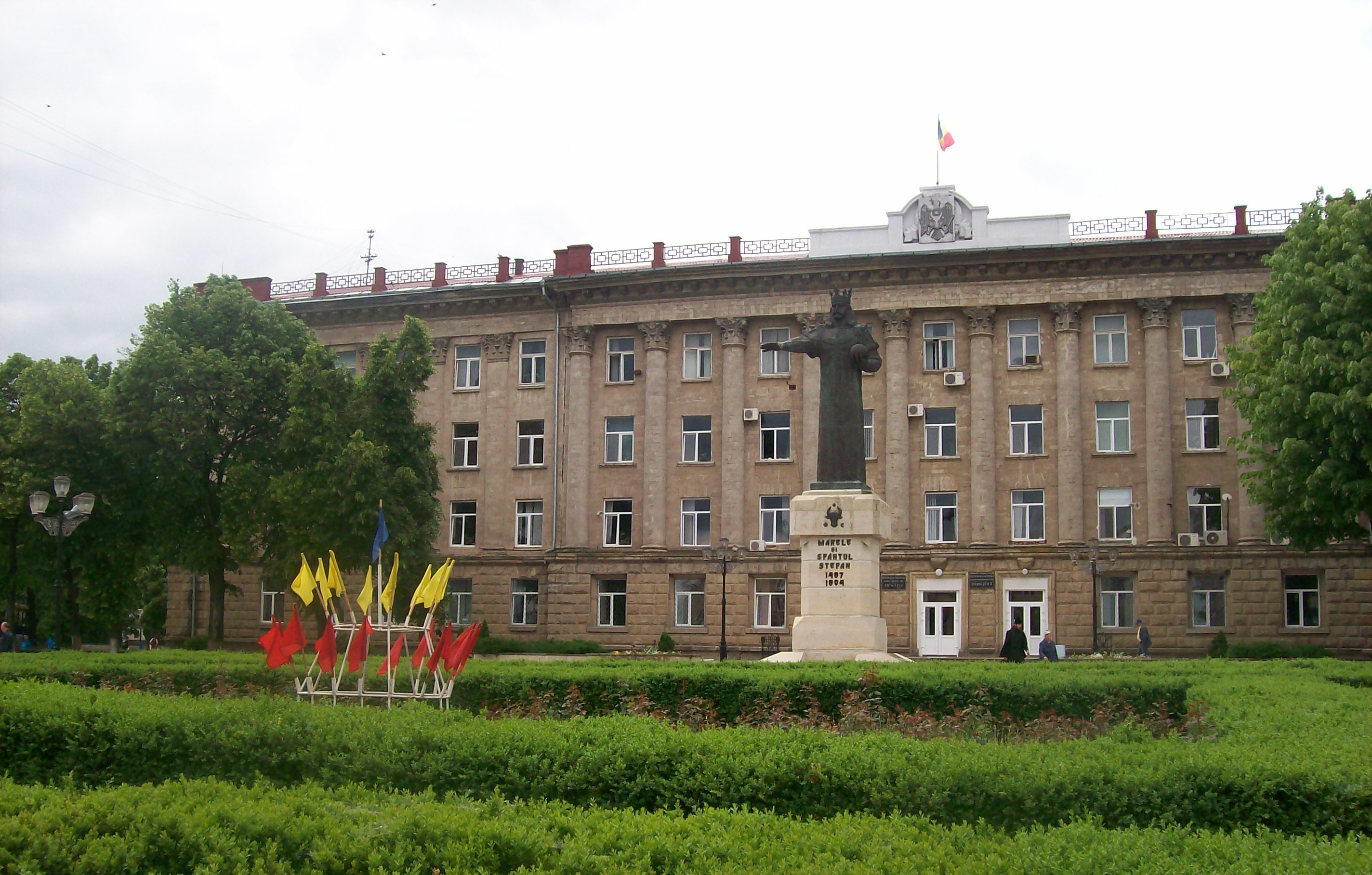
Prefectura Județului Bălți (în prezent primăria mun. Bălți)

Județul Bălți ocupa 13,6% din teritoriul republicii, iar populația alcătuiește 13,9% din numărul total al populației țării.
Din cauza defoltului și crizei economice din 1998 (acesta a avut loc în Rusia, dar din cauza dependenței econimice s-a manifestat și în majoritatea fostelor republici unionale), perioada existenței județului s-a caracterizat printr-un șir de tendințe negative. Astfel, suma investițiilor în producție și comercializare a fost de 1,2 ori mai mare decât veniturile agenților economici. Adică, volumul vânzărilor în 1998 constituia 1,7 mln. lei, pe când cheltuielile de producție 1,6 mlrd. lei. De 1,6 ori mai mari decât veniturile. 

Veniturile bugetare de toate nivelurile, obținute în 1998 la întreprinderile și gospodăriile de pe întreg teritoriul județului au atins suma de 217,3 mln lei. Cea mai mare parte a veniturilor revin municipiului Bălți – 68,4% sau 148,7 mln lei, și fostelor raioane – 31,6% sau 68,6 lei. Din suma totală a venitului Bălțiului 73,6% au fost transferate în bugetul republican și 26,4% în bugetul local, din venitul raioanelor – 46,8% și, respectiv, 53,2%.

Volumul producției fabricate pe cap de locuitor în Bălți constituia 3357 lei, iar fiecăruia din cei din raioane – 2345,7 lei.
În primul semestru al anului 2001 întreprinderile industriale de toate formele de proprietate au produs mărfuri în sumă de 555,7 mil. lei. Întreprinderile prelucrătoare din județ au înregistrat scăderea producției din cauza insuficienței asigurării cu materii prime, necesare pentru desfășurarea procesului de producție de bază la nivel optim. Din cauza schimbării formei de proprietate în agricultură, precum și lipsei cadrului normativ necesar,  producătorii nu-și îndeplinesc obligațiile stipulate în contractele de achiziționare a materiei prime, fapt ce conduce la creșterea datoriilor debitoare ale gospodăriilor și la agravarea stării financiare a întreprinderilor.
În perioada ianuarie-iunie curent, volumul total al investițiilor în mijloace fixe ale întreprinderilor a constituit 35,4 mil. lei în prețuri curente, ceea ce reprezintă 125% în comparație cu perioada corespunzătoare a anului trecut. Partea preponderentă (90%) din volumul total al investițiilor valorificate în județ o reprezintă mijloacele proprii ale întreprinderilor, ceea ce determină procesul de trecere la forma de proprietate privată și descentralizarea finanțării investițiilor capitale. A scăzut corespunzător cota-parte a investițiilor finanțate din resurse bugetare, care pentru perioada analizată a constituit doar 1% din volumul total al mijloacelor utilizate. La construcția obiectelor cu destinație industrială s-au utilizat 31,4 mil. lei (89% din totalul mijloacelor utilizate). Din contul mijloacelor proprii ale populației au fost date în exploatare 36 case de locuit individuale cu o suprafață totală de 2345 m2, investițiile străine pentru perioada curentă au constituit 1,9 mil. lei.
În perioada ianuarie-iunie 2001  vânzările de mărfuri prin comerțul cu amănuntul, inclusiv alimentația publică, de către unitățile înregistrare oficial au crescut și constituie unul din principalii indicatori ce caracterizează consumul final al populației, care s-au cifrat la 239,7 mil.lei (în prețuri comparabile), ceea ce este cu 5%, mai mult față de perioada respectivă a anului precedent.
Volumul serviciilor cu plată, prestate populației prin unitățile înregistrate oficial, s-a cifrat în perioada de referință la
113,7 mil.lei (în prețuri curente),  constituind cu 29,4% mai mult față de perioada corespunzătoare a anului 2000. În prețuri comparabile această creștere a fost de 20,1%, inclusiv servicii sociale - 8% din volumul total al serviciilor cu plată.

### Industrie
În perioada de criză volumul producției industriale s-a micșorat de 2 – 4 ori. În 1999 suma beneficiului de balanț în industrie s-a redus până la 88 mln. lei. Volumul producției industriale din județ în 1998 constituia 674,6 ml. lei, din care 76,5% revenea municipiului Bălți, 5,3% - raionului Sângerei; 8,8% - raionului Fălești; 6,2% - Glodeni; 1,5% - Râșcani.
Majoritatea producției de larg consum reprentau mărfurile alimentare – 86,5% sau 572 mln. lei. 23,4% din volumul mărfurilor alimentare erau băuturile alcoolice – vinurile, vodka, berea – în majoritatea produse la Combinatul Alimentar și cel de Vinuri din Bălți.
Industria zahărului era concentrată în Bălți, Fălești, Glodeni și Biruința. Zahărul se producea atât la întreprinderile private (40%) cât și la cele publice (60%) - de stat.

### Agricultura
În total județul cuprindea 380,1 mii ha, din care în 1998 373,3 mii ha aparțineau județului și 6,8 mii – municipiului Bălți. Din totalul hectarelor, terenurilor agricole constituiau 295,8 mii ha, dintre care: județului reveneau – 292,6 mii ha și municipiului – 3,2 ha.
Criza economică a avut un repercusiuni păgubitoare asupra agriculturii județului. A scăzut nivelul tehnologic al producției. S-a micșorat de zeci de ori folosirea îngrășămintelor minerașe și organice. De asemenea, s-a micșorat șeptelul de vite și de păsări, urmată totodată de recesiunea productivității în ceea ce privește creșterea animalelor, iar creșterea vitelor pentru lapte a trecut de la ferme la gospodărie auxiliară personală a populației.
Toate aceste, împreună cu alți factori, au micșorat producția a mai multor tipuri de produse agricole, mai cu seamă a celor ce reprezintă materia primă pentru industria prelucrătoare. Față de anul 1990, producerea zahărului în 1998 a scăzut cu 15%, a tutunului – 77%; a florii soarelui - 50%; legumelor – 20%; a fructelor și poamei – 68%; a vitelor și păsărilor 60%; a laptelui – 49%.

În anul 1998 întreprinderilor de achiziționare s-au vândut de către gospodării, din volumul total al produselor comercializate: grâu – 1,4%; semințe de floarea soarelui – 2%; sfeclă de zahăr – 46%; tutun – 30%; fructe – 23%; vite și păsări – 1,2%. O cantitate mare de producție a fost dată sub formă de plată pentru arendă.